# District de Ba Chẽ
Ba Chẽ est un district rural de la province de Quảng Ninh dans la région du Nord-est du Vietnam.

## Présentation
Le district a une superficie de 577 km2. 
Le chef-lieu du district est Ba Chẽ.